# Haaren (Waldfeucht)
Haaren is een plaats in de Duitse gemeente Waldfeucht, deelstaat Noordrijn-Westfalen, en telt 4100 inwoners.

## Geschiedenis
Haaren werd voor het eerst schriftelijk vermeld in 1217, als Haare. 

## Bezienswaardigheden
- Sint-Jan-de-Doperkerk, eenbeukig neoromaans bouwwerk (1821-1824) met neogotisch transept (1913-1914) en Klais-orgel
- Windmühle Haaren, windmolen van 1842.
- Sient Jans Klus, nu een boerderij uit midden 19e eeuw, deels met vakwerk en een 17e- of 18e-eeuwse kern. De geschiedenis gaat terug tot de 8e of 9e eeuw, toen Ierse of Schotse monniken hier een doopkerk stichtten. In 1328 werd deze (bedevaarts-)kerk een aflaatbrief verleend. Van 1804-1824 was het een parochiekerk. Tegenwoordig Café zur Klus.

## Natuur en landschap
Haaren ligt op een hoogte van 38 meter op de grens tussen middenterras en hoogterras van de Maas. Direct over de grens, op Nederlands gebied, ligt het Annendaalsbos. In het noorden loopt, parallel aan de grens, de Kitschbach, en in het oosten de Flutgraben.

## Nabijgelegen kernen
Karken, Posterholt, Maria Hoop, Kirchhoven, Waldfeucht, Braunsrath
Bocket · Braunsrath · Brüggelchen · Frilinghoven · Haaren · Hontem · Löcken · Obspringen · Schöndorf · Selsten

Kreis Heinsberg · Regierungsbezirk Keulen · Noordrijn-Westfalen